# Meggerdorf
Meggerdorf település Németországban, Schleswig-Holstein tartományban. Lakosainak száma 705 fő (2023. december 31.).

## Népesség
A település népességének változása:
| Lakosok száma | 702  | 684  | 691  | 671  | 682  | 690  | 705  |
|               | 1975 | 2014 | 2017 | 2019 | 2021 | 2022 | 2023 |